# Grace Dieu
Grace Dieu (fr. Łaska Boża) – angielska XV-wieczna wielka karaka. Największy okręt we flocie króla Henryka V. Zbudowany roku 1418 w Town Quay (obecnie Southampton) jako Wielki Okręt (ang: Great Ship) był w swoim czasie zapewne największym okrętem w Europie.

## Historia
"Grace Dieu" został zamówiony w 1416 roku, w ramach rozbudowy floty wojennej przez Henryka V, ambitnego angielskiego władcę, który wznowił Wojnę stuletnią. Okręt powstał w latach 1416-1420 pod kierunkiem Urzędnika Królewskich Statków Williama Sopera i został wykonany w technice poszycia zakładkowego. Koszt budowy wyniósł 3000 funtów i była to wówczas znaczna suma. "Grace Dieu" został zbudowany z myślą o walce z genueńskimi karakami pozostającymi na francuskiej służbie, ale zanim do tego doszło Anglicy zdołali już wywalczyć panowanie na Kanale Angielskim, które to umożliwiało im swobodne kontynuowanie wojny we Francji.
"Grace Dieu" odbył pod dowództwem hrabiego Devon Williama Payne'a w roku 1420 tylko jeden udokumentowany rejs z Southampton, który zakończył się buntem załogi. Od tamtego wydarzenia wielki i kosztowny w utrzymaniu okręt spędził czas stojąc na kotwicy w porcie.
W styczniu 1430 roku na pokładzie "Grace Dieu", gościł Luca degli Albizzi, kapitan galery handlowej "Galea di Fiandra". Opisał on dokładnie "Grace Dieu" w swoim zachowanym dzienniku, podając jego wymiary, wyporność i wygląd na podstawie informacji uzyskanych od budowniczego okrętu Williama Soper'a, z którym się spotkał. Musiał on zrobić na w kapitanie Albizzim duże wrażenie, gdyż opisuje on "Grace Dieu" jako największy i najwspanialszy statek, jaki kiedykolwiek widziałem. W następnych latach pozbawiony omasztowania i olinowania "Grace Dieu" niszczał stopniowo stojąc na kotwicy lub w suchym doku.  
W nocy z 6 na 7 stycznia 1439 roku kotwiczący na rzece Hamble, najprawdopodobniej bez nadzoru, okręt spłonął w wyniku pożaru po uderzeniu pioruna.